# Шаланки
Шала́нки (укр. Шаланки, венг. Salánk) — село в Вилокской поселковой общине Береговского района Закарпатской области Украины.
Население по переписи 2001 года составляло 3110 человек. В большинстве своём венгры. Почтовый индекс — 90311. Телефонный код — 03143. Код КОАТУУ — 2121286801.